# Shakedown Street
| Recensione               | Giudizio |
| ------------------------ | -------- |
| AllMusic                 | [ 1 ]    |
| Christgau's Record Guide | C        |
| Rolling Stone            | Misto    |
| Piero Scaruffi           | [ 4 ]    |

Shakedown Street è il decimo album in studio del gruppo rock statunitense Grateful Dead, pubblicato nel 1978 dalla Arista Records.

## Accoglienza
All'epoca della pubblicazione dell'album durante la seconda ondata punk, i Grateful Dead venivano percepiti dai critici come una band che ormai "aveva perso il suo tocco" e che stava abbandonando la sperimentazione per produrre un album di semplice musica disco e soft rock. La disco dominava le classifiche in seguito al successo planetario di Saturday Night Fever, ma tale genere veniva visto come antitetico al rock tradizionale da parte di molti fan che lo ritenevano troppo frivolo e commerciale. Di conseguenza i Grateful Dead furono accusati di volersi svendere, anche se le esibizioni dal vivo della band proseguirono nel medesimo stile acid rock con in più l'introduzione in scaletta delle nuove canzoni. Secondo Kreutzmann: «I Deadheads si riferiscono a questo album, e persino a questo periodo, come "Disco Dead". Posso capire perché. Dato il materiale e il produttore, Shakedown Street non venne così bene come avrebbe potuto essere». Tuttavia, Hart confermò che c'era stato un accordo d'intesa tra il gruppo e la casa discografica per tentare una svolta commerciale: «Cercammo veramente di svenderci... Facciamo un singolo e mandiamolo in radio! Sicuro. Fallimmo miseramente ancora una volta. Voglio dire, non riuscivamo a svenderci nemmeno provandoci, e ci provammo eccome». Anche se alla fine il disco ottenne la certificazione come disco d'oro dalla RIAA nel 1987, l'album fu il primo dai tempi di Aoxomoxoa a fallire l'entrata nella top 40 di Billboard negli Stati Uniti, raggiungendo la posizione numero 41 durante una permanenza di diciannove settimane in classifica.

## Tracce
Lato 1
1. Good Lovin' (Rudy Clark, Arthur Resnick) – 4:51
2. France (Mickey Hart, Robert Hunter, Bob Weir) – 4:03
3. Shakedown Street (Jerry Garcia, Hunter) – 4:59
4. Serengetti (Hart, Bill Kreutzmann) – 1:59
5. Fire on the Mountain (Hart, Hunter) – 3:46

Lato 2
1. I Need a Miracle (John Perry Barlow, Weir) – 3:36
2. From the Heart of Me (Donna Jean Godchaux) – 3:23
3. Stagger Lee (Garcia, Hunter) – 3:25
4. All New Minglewood Blues (Noah Lewis) – 4:12
5. If I Had the World to Give (Garcia, Hunter) – 4:50

## Formazione
- Jerry Garcia - chitarra, voce
- Bob Weir - chitarra, voce
- Phil Lesh - basso
- Mickey Hart - batteria, percussioni
- Bill Kreutzmann - batteria, percussioni
- Donna Jean Godchaux - voce
- Keith Godchaux - tastiere, voce